# Crataegus scabrida
Crataegus scabrida es una especie de planta del género Crataegus, perteneciente a la familia Rosaceae.

## Taxonomía
Crataegus scabrida fue descrita por Charles Sprague Sargent en 1901.

## Distribución
Se encuentra en el territorio este de Canadá hasta el centro-norte y centro-este de Estados Unidos.